# Fashion Show Mall
De Fashion Show Mall is een winkelcentrum aan de Strip in Las Vegas in de Verenigde Staten.
Het winkelcentrum beslaat een oppervlakte van 175.415 m² en is eigendom van General Growth Properties. In het door The Rouse Company ontwikkelde centrum bevinden zich meer dan 250 verschillende winkels. De naam van het winkelcentrum is gebaseerd op het feit dat er wekelijks op vrijdag, zaterdag en zondag verschillende modeshows worden gehouden. Deze zijn voor iedereen gratis te bezichtigen.

## Geschiedenis

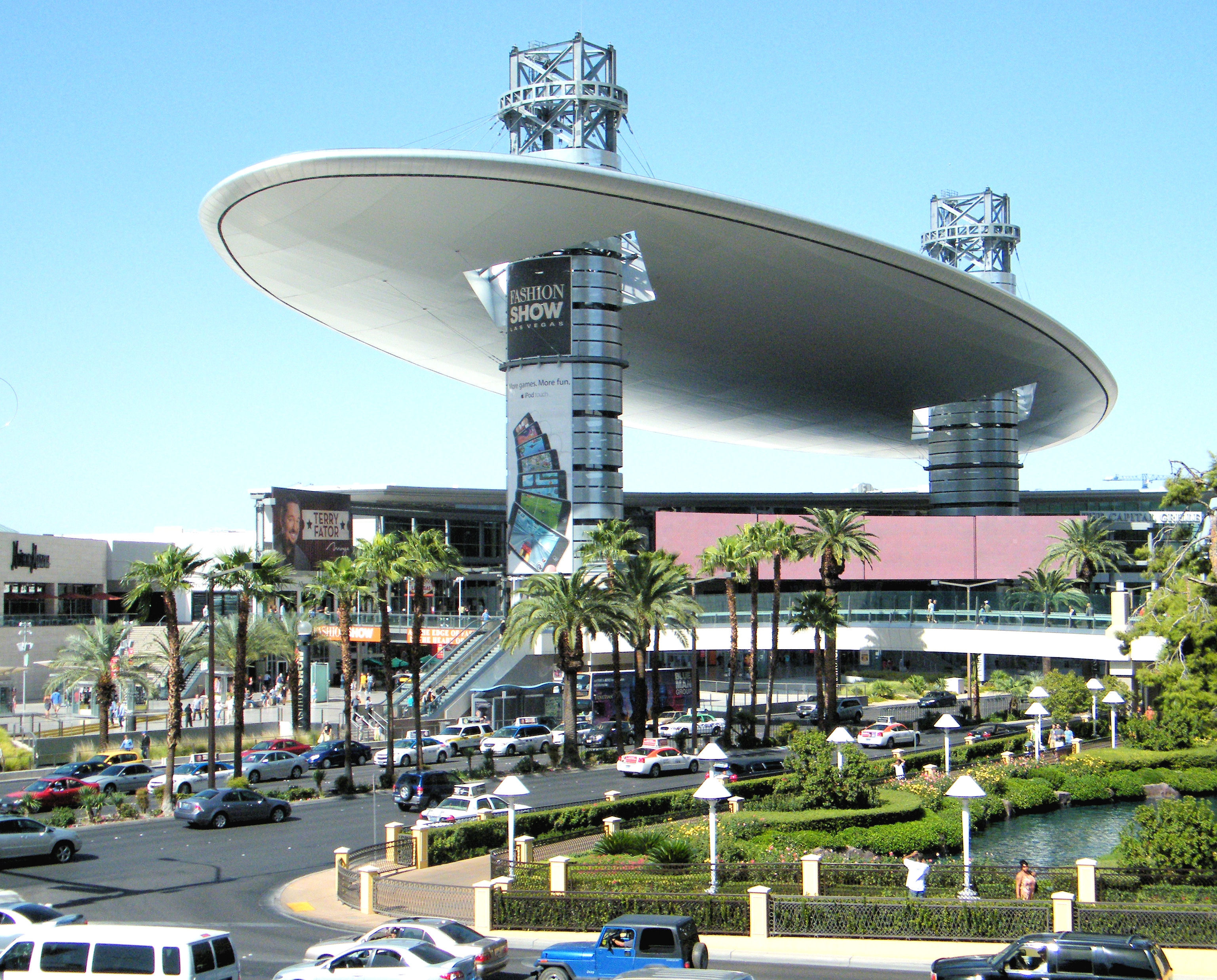
De Fashion Show Mall gezien vanaf de Strip.

In 1981 werd het winkelcentrum geopend met winkels als Dillard's, Bullock's, Goldwater's, Neiman Marcus en Saks Fifth Avenue. Later vestigden zich er ook grote warenhuisketens als Macy's en Robinsons-May.
In 2003 werd er een geheel nieuwe westelijke vleugel aan het winkelcentrum toegevoegd. Naast de nieuwe winkels verhuisden ook Dillard's en Saks Fifth Avenue naar de 46.000 m² grote westvleugel. De bouw van de westvleugel leidde er tevens toe dat andere grote winkels zich uitbreidden.
Samen met de nieuwe vleugel werd ook de grote hal gebouwd waar tegenwoordig op vrijdag, zaterdag en zondag de verschillende modeshows gelopen worden. Andere winkels die in het winkelcentrum kwamen, waren Bloomingdale's en Nordstrom.
Eveneens met de verbouwing in 2003 werden er de eerste restaurants gebouwd. Er werden vier nieuwe restaurants toegevoegd met privé-ingangen, zodat deze ook na sluitingstijd van het winkelcentrum open konden blijven. Tevens werd aan de voorkant van het winkelcentrum de 'Cloud' gebouwd, een hoog, futuristisch bouwwerk dat nog eens extra winkelruimte toevoegde.
In 2004 werd The Rouse Company overgenomen door General Growth Properties, waardoor het winkelcentrum van eigenaar veranderde. De Robinsons-Maywinkel werd in 2006 overgenomen door een tweede Macy's-winkel. Deze tweede winkel sloot echter al in 2008 zijn deuren om samen te gaan met de eerste Macy's-winkel. In 2010 opende een Forever 21-winkel zijn deuren op de plek waar de tweede Macy's en daarvoor de Robinsons-May-winkel waren gevestigd.

## Ligging

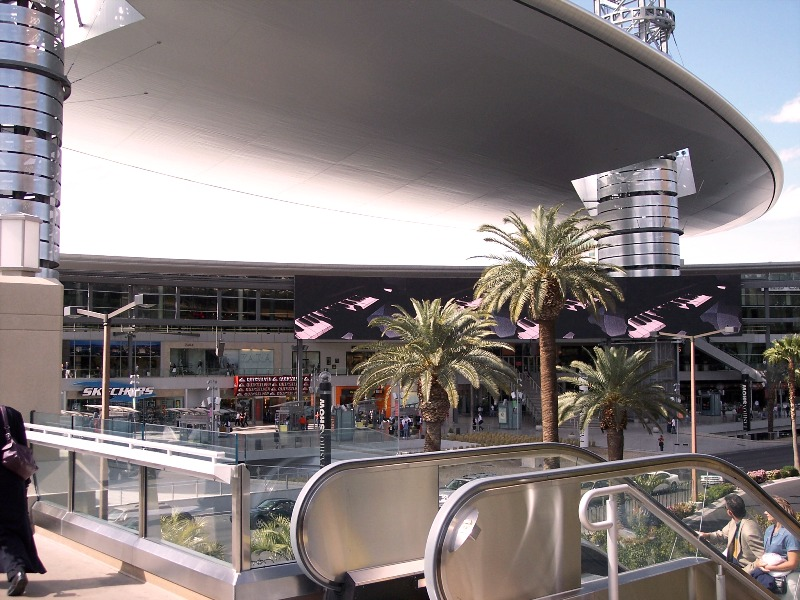
De Fashion Show Mall van onder de Cloud

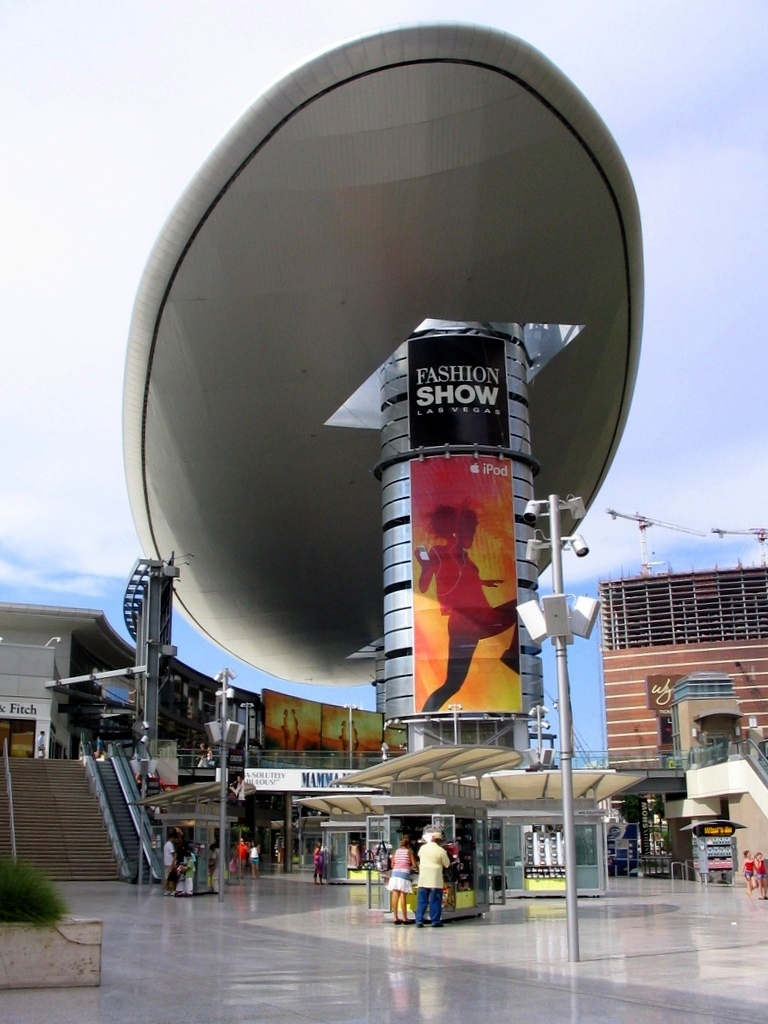
De Cloud van de Fashion Show Mall

De Fashion Show Mall ligt aan de Las Vegas Boulevard op het kruispunt met Spring Mountain Road. Hiermee ligt het winkelcentrum aan de Strip in Las Vegas. Het winkelcentrum wordt aan de noordkant begrensd door het onvoltooide Echelon Place en aan de zuidkant door Treasure Island. Tegenover de Fashion Show Mall liggen de Wynn en de Encore.

### Winkels
Naast de vele kleinere winkels zijn er zeven anchor tenants. Daarnaast zijn er ook drie oud-tenants en eentje die wel gepland stond maar nooit gerealiseerd is.
| Winkel            | Opening | Sluiting | Soort              | Opmerking                                     |
| ----------------- | ------- | -------- | ------------------ | --------------------------------------------- |
| Bloomingdale's    | 2003    |          | Kledingwarenhuis   |                                               |
| Dillard's         | 1981    |          | Kledingwarenhuis   |                                               |
| Forever 21        | 2010    |          | Kledingwinkel      |                                               |
| Macy's            | 2003    |          | Warenhuis          |                                               |
| Neiman Marcus     | 1981    |          | Luxegoederenwinkel |                                               |
| Nordstrom         | 2003    |          | Warenhuis          |                                               |
| Saks Fifth Avenue | 1981    |          | Kledingwinkel      |                                               |
| Robinsons-May     | 2003    | 2006     | Kledingwinkel      | Overgenomen door Macy's.                      |
| Lord & Taylor     | 2003    | n.v.t.   | Kledingwinkel      | Opening voor 2003 gepland maar nooit geopend. |
| Bullock's         | 1981    | 2003     | Kledingwinkel      | Gesloten.                                     |
| Goldwater's       | 1981    | 2003     | Kledingwinkel      | Gesloten.                                     |

### The Cloud
De Cloud van de Fashion Show Mall is een op 39 meter hoog geplaatst kunstwerk van 150 meter lang bij de Strip-ingang van het winkelcentrum. Overdag zorgt de Cloud vooral voor extra schaduw rondom de entree van het gebouw. 's Avonds en 's nachts wordt het oppervlak van het gebouw gebruikt als een groot projectiescherm waar kleine reclamefilms op worden afgespeeld.